# 小行星5665
小行星5665（5665 Begemann）是一颗绕太阳运转的小行星，为主小行星带小行星。该小行星于1982年1月30日发现。

## 轨道参数
小行星5665的轨道半长轴为2.2420088 UA，离心率为0.092。